# Lomas de Villamediana
Lomas de Villamediana es una localidad y una Entidad Local Menor situada en la provincia de Burgos, comunidad autónoma de Castilla y León (España), comarca de Las Merindades, partido judicial de Villarcayo, ayuntamiento de Alfoz de Bricia.

## Geografía
Situado en el norte de la provincia lindando con  el Alfoz de Santa Gadea y los valles de Valderredible,  Valdebezana, Zamanzas, Manzanedo, y de Sedano, 4 km al sur de la capital del municipio Barrio ,  34 de Sedano,  su antigua cabeza de partido, y 81  de Burgos.

### Comunicaciones
A 5 kilómetros, circulando por la carretera local BU-V-6116, de la N-623 donde circulan las líneas de autobuses Burgos-Santander y Burgos-Arija.

## Demografía
Evolución de la población
| Gráfica de evolución demográfica de Lomas de Villamediana entre 2000 y 2017 |
|                                                                             |
| Población de derecho (2000-2017) según el padrón municipal del INE          |

## Historia
Desde la Edad Media y hasta el siglo XVIII, esta localidad estuvo integrada en la Merindad Menor de Aguilar de Campoo, teniendo referencias documentales en el siglo XIV como patrimonio del infante Don Tello. Posteriormente, este lugar se incorpora al Alfoz de Bricia perteneciente al  Bastón de Laredo, jurisdicción de señorío ejercida por el Marqués de Aguilar, quien nombraba su regidor pedáneo.
A la caída del Antiguo Régimen queda agregado al ayuntamiento constitucional de Alfoz de Bricia, en el partido de Sedano perteneciente a la región de Castilla la Vieja.
Así se describe a Lomas de Villamediana en el tomo X del Diccionario geográfico-estadístico-histórico de España y sus posesiones de Ultramar, obra impulsada por Pascual Madoz a mediados del siglo XIX:

Lugar en la provincia, diócesis, audiencia territorial y capitanía general de Burgos (12 ½ leguas), partido judicial de Sedano (4 ½), y ayuntamiento titulado del Alfoz de Bricia (1); Situado al pie de un cerro que le domina por la parte N, en clima bastante sano, donde reinan especialmente los vientos N y O y las enfermedades reumáticas. Tiene 27 casas; una fuente dentro de la población y varias en el término, cuyas aguas son todas de mediana calidad; iglesia parroquial (San Andrés) servida por un cura párroco y un sacristán; y una ermita a la entrada del pueblo bajo la advocación de San Roque. Confina el término N y O Ruanales; E Rucandio, y S Villamediana. El terreno es de ínfima clase, y en él se encuentra un monte poblado de robles y arbustos de la misma especie. Caminos: los de travesía para Campó en mediano estado. Correos: la correspondencia se recibe de Reinosa por peatón sin día fijo. Producciones: centeno, patatas, yerba y lino; ganado vacuno, lanar, cabrío y de cerda; y caza de perdices, palomas, liebres y lobos. Industria: la agrícola. Población: 9 vecinos, 34 almas. Capital productivo: 68.820 reales. Imponible: 7.104 reales.
Diccionario geográfico-estadístico-histórico de España y sus posesiones de Ultramar

## Patrimonio

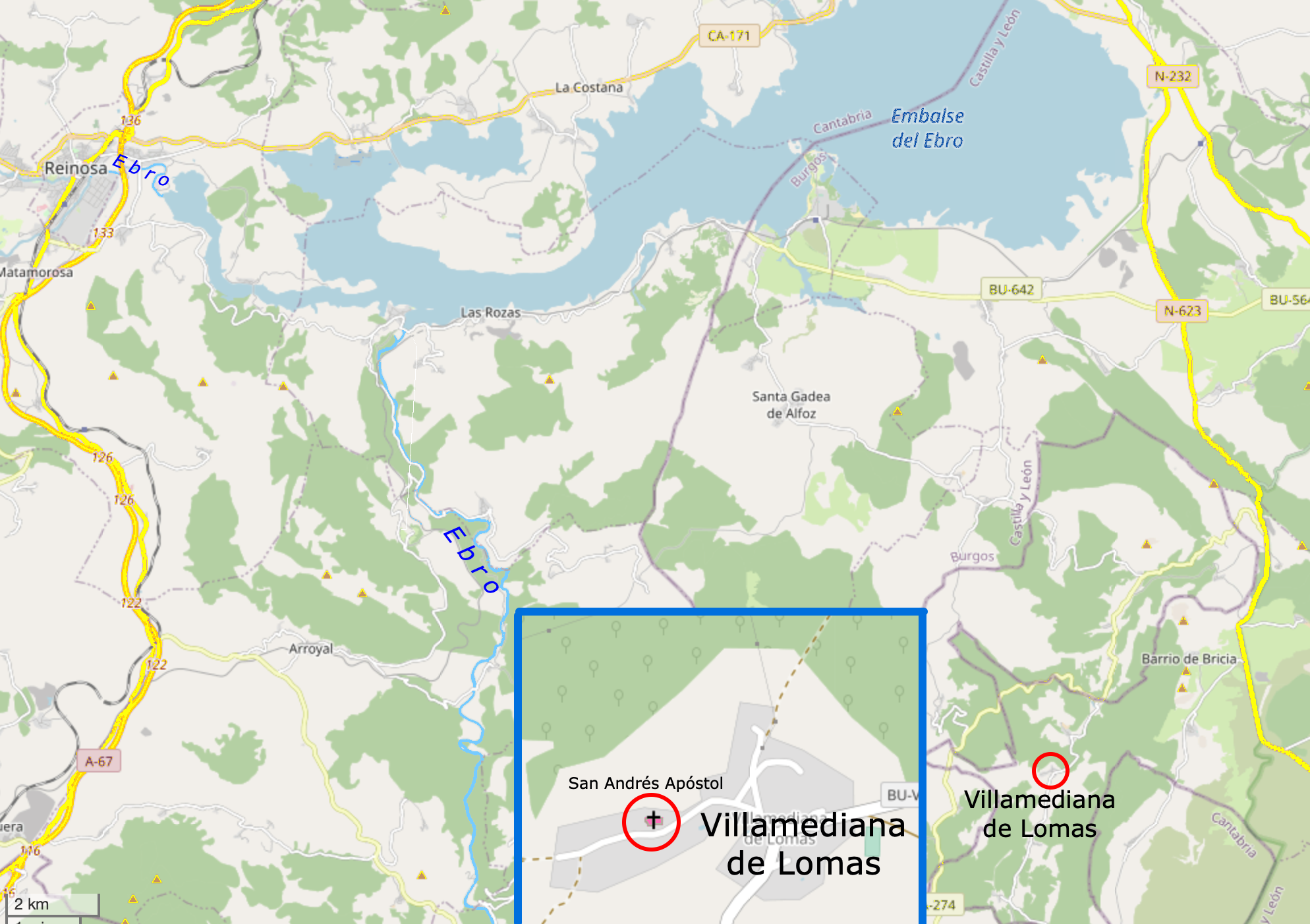
Ubicaciones

- Iglesia de San Andrés: Se trata de un edificio románico, de finales del siglo XII o comienzos del XIII, formado en origen por una sola nave y un ábside semicircular precedido del correspondiente tramo recto. En el siglo XVI fue objeto de una profunda reforma. Está incluido en el conjunto conocido como Románico Norte, en cuyo Plan de Intervención se incluyó este templo en el año 2005.

## Parroquia
Iglesia católica, dependiente de la parroquia de Cilleruelo de Bezana en el Arcipestrazgo de Merindades de Castilla la Vieja, diócesis de Burgos.